# Neoloteca
La Neoloteca és un diccionari en línia que conté tots els neologismes en català, aprovats pel Consell Supervisor del TERMCAT, en cooperació amb l'Institut d'Estudis Catalans. Proposa les definicions i les equivalències en altres llengües de termes en totes les àrees de la societat: ciència, art i cultura, tècnica, màrqueting i negocis, esport... Els termes proposats són preceptius en tot l'àmbit de l'administració pública de Catalunya.
El 1999 incloïa ja aproximadament 6.000 denominacions consultables a partir d'índexs alfabètics en diverses llengües i d'un índex temàtic. Publica regularment actualitzacions per tal de poder seguir l'evolució de la ciència i de la societat en general. L'actualització de gener 2014 va proposar, entre d'altres, una sèrie de termes del món del manga o dels gestos tàctils de dispositius mòbils. Els termes nous aprovats sempre es publiquen per resolució oficial al Diari Oficial de la Generalitat de Catalunya.